# 파르비나토르

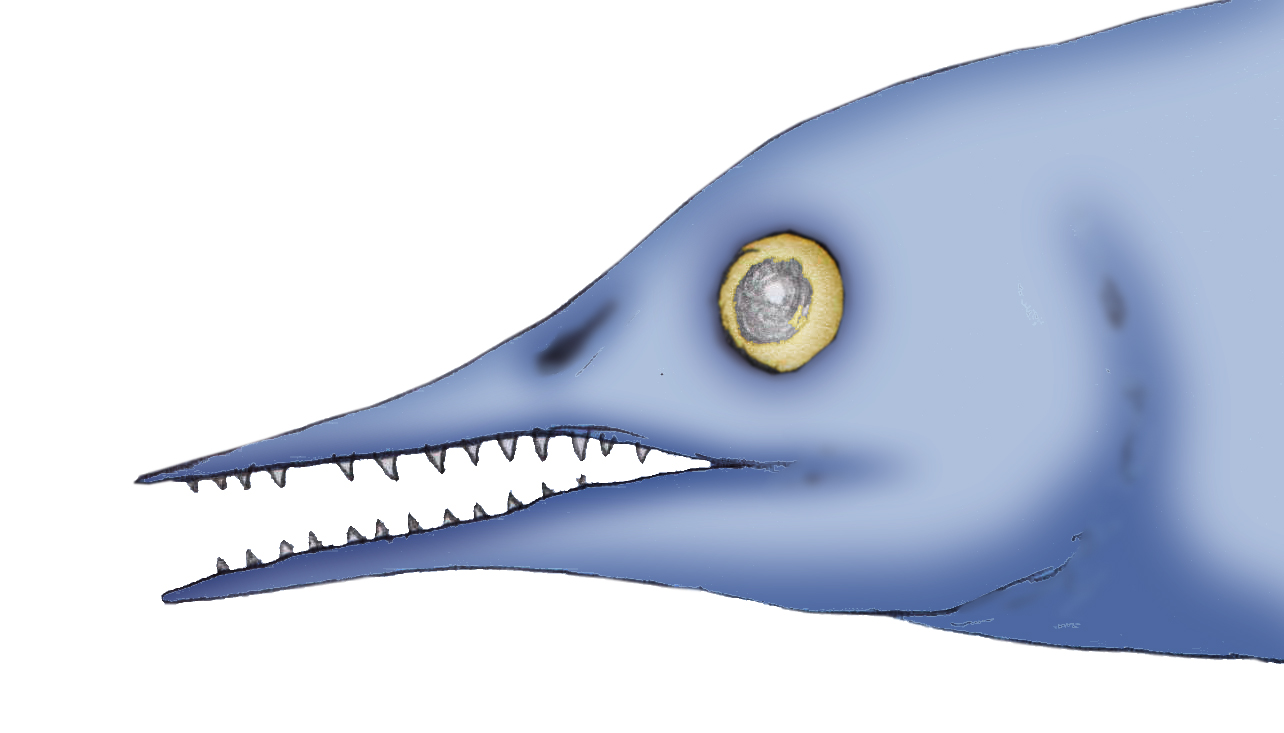

파르비나토르(학명:Parvinatator wapitiensis)는 어룡목 우타수사우루스과에 속하는 어룡이다. 지금은 멸종된 종으로서 전체적인 몸길이가 2~4m인 거대한 어룡에 속한다.

## 특징
파르비나토르는 라틴어로 "parvus" little and "natator" 수영선수이며 트라이아스기 전기부터 중기까지 살았었던 작은 어류 해양 파충류의 멸종된 속이다. 이것의 화석은 캐나다 브리티시컬럼비아에서 발견되었다. 유일하게 알려진 파르비나토르 화석은 유황산층에서 볼 수 없는 지평선에 있는 부적 퇴적물로 정확한 지질연대는 알려지지 않았다. 최선의 추정으로는 이 화석은 올레네키아와 라디니아 시대 사이의 약 251~235mya로 추정된다. 그리피아, 우타수사우루스, 팔라로단을 포함한 다른 작은 어류들이 근처에서 발견되었다. 파르비나토르 와피티엔시스는 1995년에 엘리자베스 니콜스와 돈 브링크만에 의해 캐나다 브리티시컬럼비아의 유황산층에서 발견되었다.이 속에서 발견된 유일한 화석은 두개골 일부와 두 개의 앞지느러미이다. 두개골은 구조적으로 변형되었고 부분적으로 관절이 흐트러졌고 뒤쪽 부분이 궤도로 앞으로 회전하면서 부서졌다. 왼쪽 앞다리는 경미한 겹침과 파손만으로 잘 보존되어 있고 오른쪽 앞다리는 심하게 겹침과 파손되어 있다. 파비나테이터는 두개골 폭에 대한 치아 크기를 분석한 결과 우타수사우루스나 그리피아 같은 등지느러미가 없는지는 알 수 없지만 길이가 1m 미만인 것으로 추정됐다. 또한 다른 초기 어룡들처럼 파르비나토르는 아마도 앵귈 모양이라고 알려진 장어 같은 몸의 움직임을 추진에 사용했을 것이다. 턱의 크기와 이빨 모양에 근거하여 파르비나토르는 연체동물이나 조개 같은 단단한 껍질이 있는 유기체와 달리 다른 기초 어룡과 비슷하게 작은 물고기와 두족류를 먹는 것으로 생각된다. 어룡은 보통 밤이나 깊은 물 속에서 사냥을 하는 것을 암시하는 큰 눈을 가지고 있었다. 두개골의 관절이 분리된 궤도를 재구성한 후에 그것은 다른 어룡들의 눈의 대략적인 모양과 전형적인 크기와 일치했다. 두개골의 화석은 가로 15cm, 세로 10cm 정도로 작다. 두개골은 관절이 흐트러지고 부서지고 구조적으로 변형되었지만 료스케 모타니에 의해 재구성되었고 니콜스와 브링크만의 원래 묘사와는 몇가지의 차이점을 가져왔다. 비늘, 사구골, 그리고 상완골의 존재, 전두골과 후두골 사이의 접촉 부족, 그리고 후두골의 감소 등.주갈과 쿼드러토주갈(이전에는 스쿼모살로 확인되었다.)을 구분한다. 파르비나토르에 두개골의 다른 진단 특성은 다음과 같다.
- 관절, 상완골, 각도로 구성된 후관절 과정이 존재하며 잘 발달되어 있다. 이것은 모든 어룡에게 파생된 특성으로 추정된다.
- 사각형은 높고 좁으며, 옆으로 사각형 부분을 덮고 있다.
- 주갈과 쿼드러토주갈은 다른 모든 어룡과 마찬가지로 낮은 측두엽 회음궁이나 낮은 광대궁이 없다는 것에 동의하면서 그들 사이에 깊은 절점이 있다.
- 후안와가 확대되고 궤도 후방을 따라 주갈과 겹쳐져 자연스러운 관절점을 형성한다.
- 궤도는 타원형으로 높이보다 길다.
- 외부 나리는 잘 발달된 누액과는 별도로 전악골, 상악골 및 나리스로 둘러싸여 있다.

이처럼 일부 기초 어류 공룡과 달리 파르비나토르의 앞다리는 이동보다는 피치를 조절하는 데 사용되었을지라도 수생 생물에 잘 적응한 것으로 보인다. 파르비나토르의 잘 보존된 왼쪽 앞다리에서 척골은 길이와 폭이 모두 줄어들고 반지름보다도 작다. 숫자 4와 숫자 5의 여러 뼈도 함께 결합된다.

## 생존시기와 서식지와 화석의 발견
파르비나토르가 생존했었던 시기는 중생대의 트라이아스기의 초중기로서 지금으로부터 2억 4500만년전~2억년전에 생존했었던 종이다. 생존했었던 시기에는 북아메리카를 중심으로 하는 동부 태평양과 서부 대서양에서 주로 서식했었던 어룡이다. 화석의 발견은 1995년에 캐나다의 트라이아스기에 형성된 지층에서 캐나다의 고생물학자들에 의하여 처음으로 화석이 발견되어 새롭게 명명된 종이다.

## 같이 보기
- 파충류
- 중생대
- 트라이아스기
- 화석